# Maggy Callu
Pour les articles homonymes, voir Callu.
Maggy Callu, née le 17 septembre 1945, est une judokate belge.

## Carrière
Maggy Callu est médaillée de bronze dans la catégorie des moins de 56 kg aux Championnats d'Europe féminins de judo 1975 à Munich.